# Gerres japonicus
Gerres japonicus és una espècie de peix pertanyent a la família dels gerrèids.

## Descripció
- Fa 20 cm de llargària màxima.[6][7]

## Hàbitat
És un peix marí, demersal i de clima temperat.

## Distribució geogràfica
Es troba al Pacífic occidental: el Japó, la Xina i, probablement també, el sud de Corea.

## Observacions
És inofensiu per als humans.